# 1. Deild 1997
L'edizione 1997 della 1. deild vide la vittoria finale del B36 Tórshavn.

## Classifica finale
|    | Classifica      | G  | V  | N | P  | GF | GS | Dif | Pt |
| -- | --------------- | -- | -- | - | -- | -- | -- | --- | -- |
| 1  | B36 Tórshavn    | 18 | 16 | 0 | 2  | 58 | 24 | 34  | 48 |
| 2  | HB Tórshavn     | 18 | 12 | 5 | 1  | 61 | 19 | 42  | 41 |
| 3  | GÍ Gøta         | 18 | 10 | 5 | 3  | 46 | 25 | 21  | 35 |
| 4  | VB Vágur        | 18 | 11 | 2 | 5  | 32 | 18 | 14  | 35 |
| 5  | KÍ Klaksvík     | 18 | 8  | 2 | 8  | 48 | 31 | 17  | 26 |
| 6  | NSÍ Runavík     | 18 | 6  | 4 | 8  | 26 | 33 | -7  | 22 |
| 7  | ÍF Fuglafjørður | 18 | 5  | 2 | 11 | 27 | 50 | -23 | 17 |
| 8  | B68 Toftir      | 18 | 4  | 3 | 11 | 23 | 40 | -17 | 15 |
| 9  | FS Vágar        | 18 | 2  | 3 | 13 | 16 | 53 | -37 | 9  |
| 10 | B71 Sandur      | 18 | 1  | 4 | 13 | 12 | 56 | -44 | 7  |

G = Partite giocate; V = Vittorie; N = Nulle/Pareggi; P = Perse; GF = Goal fatti; GS = Goal subiti; DIF = Differenza reti, PT = Punti

### Spareggio
Lo spareggio tra la penultima di 1. deild e la seconda di 2. deild fu vinto dal TB Tvøroyri, che risultò quindi promossa (insieme al Sumba) in 1. deild 1998.
| Data             | Squadra #1  | Risultato | Squadra #2  |
| ---------------- | ----------- | --------- | ----------- |
| 11 ottobre 1997  | FS Vágar    | 1-3       | TB Tvøroyri |
| 19 novembre 1997 | TB Tvøroyri | 0-1       | FS Vágar    |

### Verdetti
- B36 Tórshavn campione delle Isole Fær Øer 1997 e qualificato al primo turno di qualificazione della UEFA Champions League 1998-99
- HB Tórshavn qualificato al primo turno di qualificazione della Coppa UEFA 1998-99
- VB Vágur qualificato al primo turno di Coppa Intertoto 1998
- FS Vágar retrocesso in 2. deild dopo lo spareggio con il TB Tvøroyri
- B71 Sandur retrocesso in 2. deild
- GÍ Gøta qualificato al turno di qualificazione della Coppa delle Coppe 1998-99 (vincente della Coppa delle Isole Fær Øer)